# Coalmont (Indiana)
Pour les articles homonymes, voir Coalmont.
Coalmont est une census-designated place située dans le comté de Clay, dans l’État de l'Indiana, aux États-Unis. Lors du recensement de 2020, elle compte 354 habitants.